# Фајлбингерт
Фајлбингерт (њем. Feilbingert) општина је у њемачкој савезној држави Рајна-Палатинат. Једно је од 119 општинских средишта округа Бад Кројцнах. Према процјени из 2010. у општини је живјело 1.675 становника. Посједује регионалну шифру (AGS) 7133030.

## Географски и демографски подаци
Фајлбингерт се налази у савезној држави Рајна-Палатинат у округу Бад Кројцнах. Општина се налази на надморској висини од 270 метара. Површина општине износи 10,0 km². У самом мјесту је, према процјени из 2010. године, живјело 1.675 становника. Просјечна густина становништва износи 167 становника/km².